# Karl Ernst Viktor Anton von Arentschildt
Freiherr Karl Ernst Viktor Anton von Arentschildt (ab 1815: Sir, * 5. Mai 1778 in Harburg; † 20. Januar 1841 in Göttingen) war königlich hannoverischer Generalmajor und königlich portugiesischer General der Artillerie.

## Herkunft
Die Familie Arentschildt gehört der Bremischen Ritterschaft an. Seine Eltern waren der Hauptmann Ludwig Friedrich Daniel (* 1745; † 14. September 1790) und Amelie von LeCoq (* 27. Juni 1750; † 19. Juni 1818). Sein Großvater war der Generalmajor Karl Christian Friedrich von Arentschildt.

## Leben
Er sollte nach dem Willen seiner Familie Theologe werden, aber nach dem frühen Tod seines Vaters ging er 1791 in der Militärdienst. Er kämpfte im Ersten Koalitionskrieg als Fähnrich in Holland und wurde mehrfach verwundet. Er war zunächst Adjutant des Generals von Troye, später dann von Graf Wallmoden. 1803 wurde er zum Leutnant ernannt. In dieser Zeit bereiteten die Franzosen bereits den Angriff auf die Provinz Hannover vor. Aber in London konnte man sich nicht zu mehr entschließen, als den General Wallmoden zu beauftragen, die Truppen unter dem Vorwand eines Manövers zusammenzuziehen. Die Folge war, dass die hannoverischen Truppen noch 1803 mit der Konvention von Artlenburg kapitulieren mussten.
Arentschildt warb in Bremen für die spätere Königliche Deutsche Legion (KGL), eine Tätigkeit, die seit dem 6. Oktober 1803 von den Franzosen mit dem Tod bestraft wurde. Er wohnte seiner Zeit unter dem Namen Schulmeister Müller bei dem Moorkommissär Wehner in Stade. Für seine Leistungen wurde er am 13. Januar 1804 zum Hauptmann der Artillerie in der KGL ernannt. Bereits 1805 nahm er an einer Expedition nach Hannover teil, 1807 und 1808 an den Kämpfen im Baltikum und bei der Beschießung Kopenhagens. Von 1808 bis 1813 kämpfte er im Spanien-Feldzug. Von 1813 bis 1814 kämpfte er mit der Legion in Südfrankreich. Bereits im März 1809 wurde er portugiesischer Major und unterstützte den Bischof von Porto (gleichzeitig Gouverneur des Königreichs Portugal) Antonio de San Jose de Castro bei der Verteidigung von Porto gegen die Angriffe des französischen Marschalls Soult. Ferner kämpfte er in den Schlachten von Buçaco (27. September 1810) und Fuentes de Onoro (3. Mai 1811), wo er die britische Goldene Medaille 1. und 2. Klasse erhielt sowie das portugiesische Verdienstkreuz. Im Gefecht bei El Bodon am 25. September 1811 konnte er mit der portugiesischen Artillerie die überlegenen Franzosen entscheidend schlagen. Für diese Tat sowie die Schlacht bei Vitoria und die Belagerungen von Ciudad Rodrigo und Badajoz erhielt Arentschildt auf Betreiben Wellingtons den Dank des Englischen Parlaments und wurde 1815 von Georg IV. zum Ritter geschlagen.
Aber am 25. November 1813 wurde er Major der Legion, verblieb aber bis zum Ende des Krieges in portugiesischen Diensten. Dort wurde er nach dem Krieg General und Oberkommandierender der Artillerie. Als 1820 die Liberale Revolution in Portugal ausbrach, befand sind der General in Lissabon. Die Aufständischen wollten die Abwesenheit des britischen Oberbefehlshabers Beresford ausnutzen. Das Angebot Generals Arentschildts, die Stadt zu verteidigen, wurde vom damaligen Kriegsminister Don Miguel Pereira Forjas abgelehnt. Stattdessen erhielt er seine Entlassung und musste binnen dreier Tage das Land verlassen. So segelte er mit dem inzwischen aus Brasilien eingetroffenen Beresford nach London. Dort hatte man keine Verwendung mehr für den General, denn die hannoverische Artillerie wurde von Generalleutnant Hartmann kommandiert. So wurde er offiziell hannoverscher Generalmajor und erhielt Wartegeld, zudem wurde er auf britischen Halbsold gesetzt. Er war bereits seit 1815 Knight Bachelor und Kommandeur des portugiesischen Turm- und Schwertordens sowie später Kommandeur des Guelfen-Ordens. Sein Leben als Privatmann verbrachte er nun in Hannoversch Münden und Göttingen. 1839 wurde er zum Kommandanten von Münden ernannt. Er muss sich in dieser Zeit mit dem Gartenbau beschäftigt haben.
Er starb am 20. Januar 1841 in Göttingen und wurde ohne militärisches Gepräge auf dem Kirchhof St.-Jacobi Gemeinde am Weender Tor beigesetzt.

## Familie
Er heiratete in London Dorothea Henriette Harris (* 2. Juni 1799; † 3. November 1851), eine Tochter des Quarles Harris, Esquire von Bourne-Grove, Southgate. Das Paar hatte mehrere Kinder:
- Amaline Wilhelmine (* 23. Juni 1818; † 5. Dezember 1885) ⚭ Ludwig von Seebach (* 19. November 1804; † 23. April 1849), Forstmeister und Kammerrat[9]
- Viktor Friedrich (* 8. September 1819; † 29. Mai 1859) ⚭ Karoline Kolls (* 8. Mai 1817; † 27. März 1869)
- Charlotte (* 23. September 1820; † 7. September 1856)
- Kornelia (Lilly) Frederike Charlotte (* 3. Juni 1823; † 3. Januar 1861) ⚭  N.N. Wüstefeldt, Assessor
- Elise Frederike Sophie (* Dezember 1830; † 18. September 1860) ⚭ Dr. N.N. Bonhoff